# Папуга-віхтьохвіст палаванський
Папуга-віхтьохвіст палаванський (Prioniturus platenae) — вид папугоподібних птахів родини Psittaculidae. Ендемік Філіппін. Раніше вважався конспецифічним з міндорським папугою-віхтьохвостом.

## Опис
Довжина птаха становить 27-28 см. Забарвлення переважно зелене, нижня частина тіла жовтувато-зелена. Голова блакитна, груди і верхня частина живота поцятковані бірюзово-синіми плямками, нижні покривні пера крил блакитні. Два центральних стернових пера видовжені, мають голі стрижні, на кінці у них чорні "віхті". Дзьоб блакитнувато-білий, райдужки жовтуваті. У самиць голова зеленувата, тім'я і скроні блакитнуваті.

## Поширення і екологія
Палаванські папуги-віхтьохвости мешкають на Палавані та на сусідніх островах. Вони живуть у вологих рівнинних тропічних лісах, на узліссях, в чагарникових лісах і мангрових заростях, на полях. Зустрічаються парами або невеликими зграйками, на висоті до 300 м над рівнем моря. Живлятся насінням, плодами і горіхами. Гніздяться в дуплах дерев.

## Збереження
МСОП класифікує цей вид як вразливий. За оцінками дослідників, популяція палаванських папуг-віхтьохвостів становить від 2500 до 10000 птахів. Їм загрожує знищення природного середовища, а також їм може загрожувати вилов з метою продажу на пташиних ринках.